# Eybburg

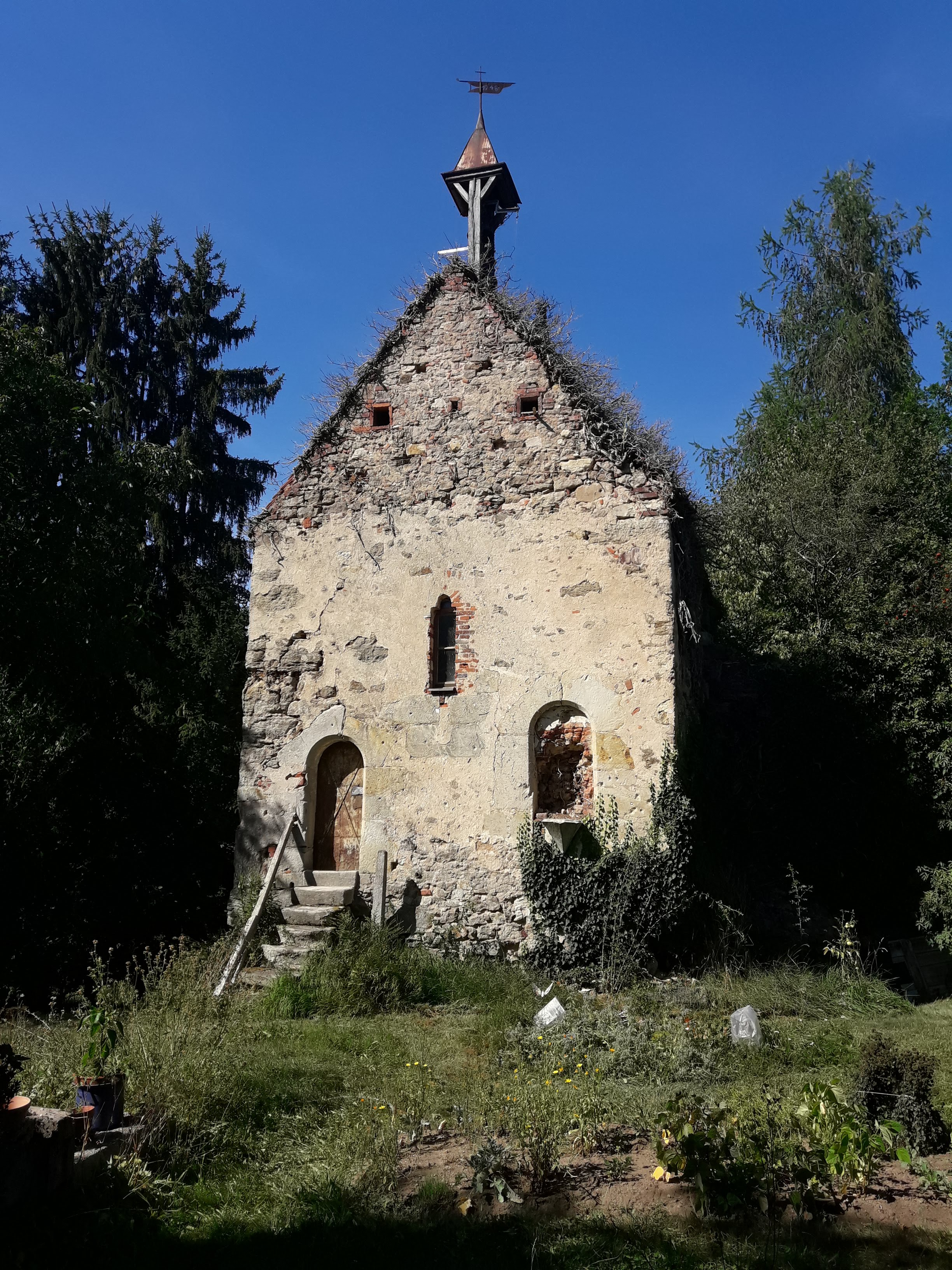
Ehemalige Burgkapelle

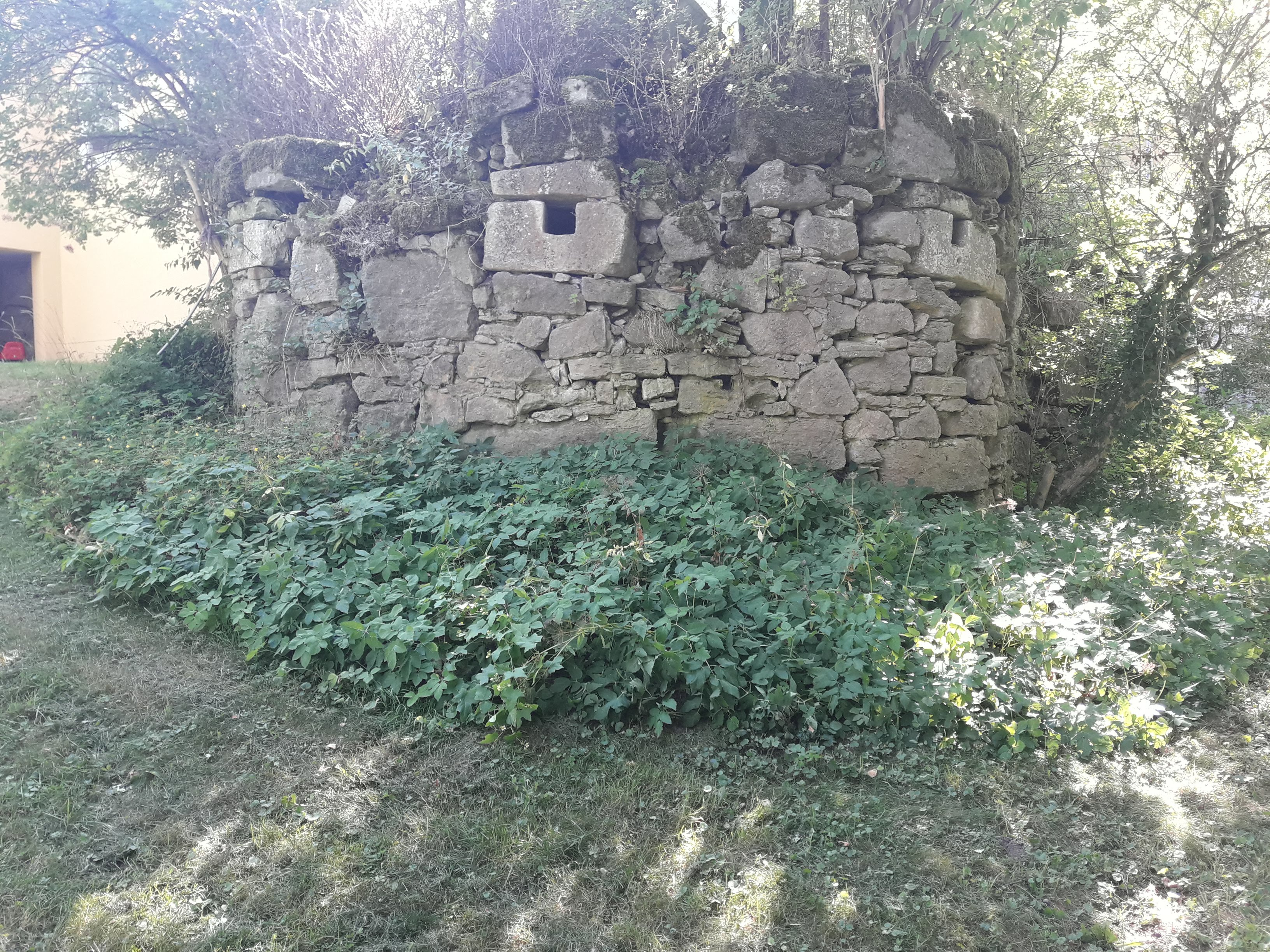
Turmrest Eybburg

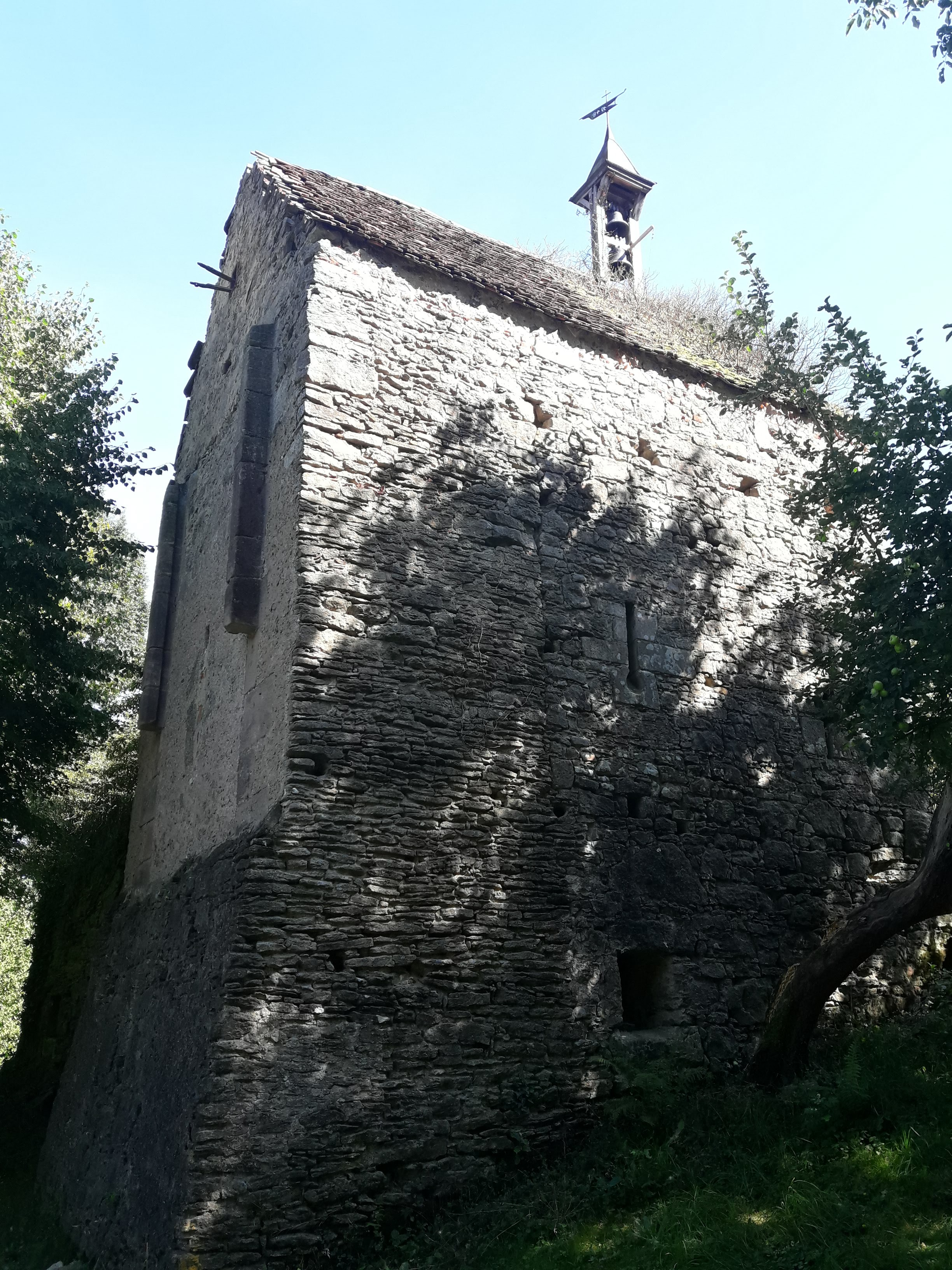
Kapelle / Torhaus Eybburg

Eybburg ist ein Gemeindeteil des Marktes Arberg im Landkreis Ansbach (Mittelfranken, Bayern). Eybburg liegt in der Gemarkung Kleinlellenfeld.

## Geographie
Der Weiler liegt rund 4,5 Kilometer südsüdöstlich von Arberg. Im Südwesten grenzt das Schwarzholz an. Dort erhebt sich der Waldsberg (486 m ü. NHN). 0,5 km östlich liegt das Waldgebiet Eichelgarten, 0,75 km westlich liegt der Dennenloher See, der als Badesee genutzt werden kann und eine Campinganlage hat. Eine Gemeindeverbindungsstraße führt zur Kreisstraße AN 47 (0,4 km östlich), die nach Kleinlellenfeld (0,6 km nordöstlich) bzw. nach Oberschwaningen führt (1,5 km südlich). Eine weitere Gemeindeverbindungsstraße verläuft zu einer Gemeindeverbindungsstraße (0,6 km nordöstlich) zwischen Kleinlellenfeld (0,4 km östlich) und der Kreisstraße AN 60 bei Großlellenfeld (0,2 km nordwestlich).

## Geschichte
Im 14. Jahrhundert wurde der Ort als „Lochhof“ oder „Lohhof“ erstmals urkundlich erwähnt. 
Eybburg lag im Fraischbezirk des ansbachischen Oberamtes Wassertrüdingen. Gegen Ende des 18. Jahrhunderts gab es neben dem Schloss zwei Höfe. Die Dorf- und Gemeindeherrschaft und Grundherrschaft hatte die eichstättische Vogtei Eybburg. Von 1797 bis 1808 unterstand der Ort dem Justiz- und Kammeramt Wassertrüdingen.
Infolge des Gemeindeedikts wurde Eybburg dem 1809 gebildeten Steuerdistrikt und Ruralgemeinde Großlellenfeld zugewiesen. Mit dem Zweiten Gemeindeedikt (1818) kam der Ort an die neu entstandene Ruralgemeinde Kleinlellenfeld. Am 1. April 1971 schloss sich Kleinlellenfeld mit der Gemeinde Großlellenfeld zur Gemeinde Lellenfeld zusammen. Bei der Gebietsreform in Bayern kam Eybburg mit der Eingliederung des Landkreises Dinkelsbühl am 1. Juli 1972 in den Landkreis Ansbach. Am 1. Mai 1978 wurde die Gemeinde Lellenfeld und somit auch Eybburg in den Markt Arberg eingegliedert.
Heute besteht der Weiler aus fünf Anwesen.

### Bau- und Bodendenkmäler
- Von der ehemaligen Burg, einer rechteckigen Schlossanlage, haben sich bauliche Reste wie Zwingermauern und zwei Turmfundamente in den Gebäuden eines Bauernhofes erhalten. Dieser befindet sich in Privatbesitz und ist nicht zugänglich. Neben den einstigen Wassergräben erhielt sich eine Hauskapelle im ehemaligen Zugbrückeneingang. Diese ehemalige Toranlage ist heute ein kleiner Satteldachbau. Beide sind als Baudenkmäler eingetragen.[10][11]
- Auf der Flur Schanzfeld gibt es eine spätkeltische Viereckschanze. Die Anlage mit einem Grundriss von rund 100 × 85 Metern stammt aus der Zeit von etwa 200 v. Chr. bis um Christi Geburt. Das archäologische Geländedenkmal, dessen ursprünglicher Verwendungszweck noch weitgehend unbekannt ist, ist ein geschütztes Bodendenkmal im Sinne des Bayerischen Denkmalschutzgesetzes (BayDSchG). Nachforschungen und gezieltes Sammeln von Funden sind erlaubnispflichtig, Zufallsfunde sind den Denkmalbehörden anzuzeigen. Es liegt rund 350 Meter nordwestlich von Eybburg.[11][12]

### Einwohnerentwicklung
| Jahr      | 1818   | 1840   | 1861   | 1871   | 1885   | 1900   | 1925   | 1950   | 1961   | 1970   | 1987   | 2010 |
| Einwohner | 19     | 53     | 21     | 23     | 31     | 24     | 21     | 26     | 21     | 14     | 13     | 19   |
| Häuser    | 3      | 3      |        |        | 4      | 4      | 4      | 4      | 4      |        | 5      |      |
| Quelle    | [ 14 ] | [ 15 ] | [ 16 ] | [ 17 ] | [ 18 ] | [ 19 ] | [ 20 ] | [ 21 ] | [ 22 ] | [ 23 ] | [ 24 ] |      |

## Religion
Der Ort ist römisch-katholisch geprägt und bis heute nach Beatae Mariae Virginis (Großlellenfeld) gepfarrt. Die Einwohner evangelisch-lutherischer Konfession sind nach Dreifaltigkeitskirche (Unterschwaningen) gepfarrt.